# Paul Dujardin (waterpolospeler)
Paul Dujardin (10 mei 1894 - 1959) was een Frans waterpolospeler.
Paul Dujardin nam als waterpoloër tweemaal deel aan de Olympische Spelen; in 1924 en 1928. In 1924 maakte hij deel uit van het Franse team dat goud wist te veroveren. Hij speelde alle vier de wedstrijden als keeper. Vier jaar later maakte hij deel uit van het Franse team dat brons wist te veroveren. Hij speelde alle zes de wedstrijden als keeper.
Albert Delborgies · 
Noël Delberghe · 
Robert Desmettre · 
Paul Dujardin (G) ·
Albert Mayaud · 
Henri Padou · 
Georges Rigal
Émile Bulteel · 
Henri Cuvelier · 
Paul Dujardin (G) · 
Jules Keignaert · 
Henri Padou · 
Ernest Roget · 
Albert Thévenon · 
Achille Tribouillet · 
Albert Vandeplancke · 